# Петрозаводская губа

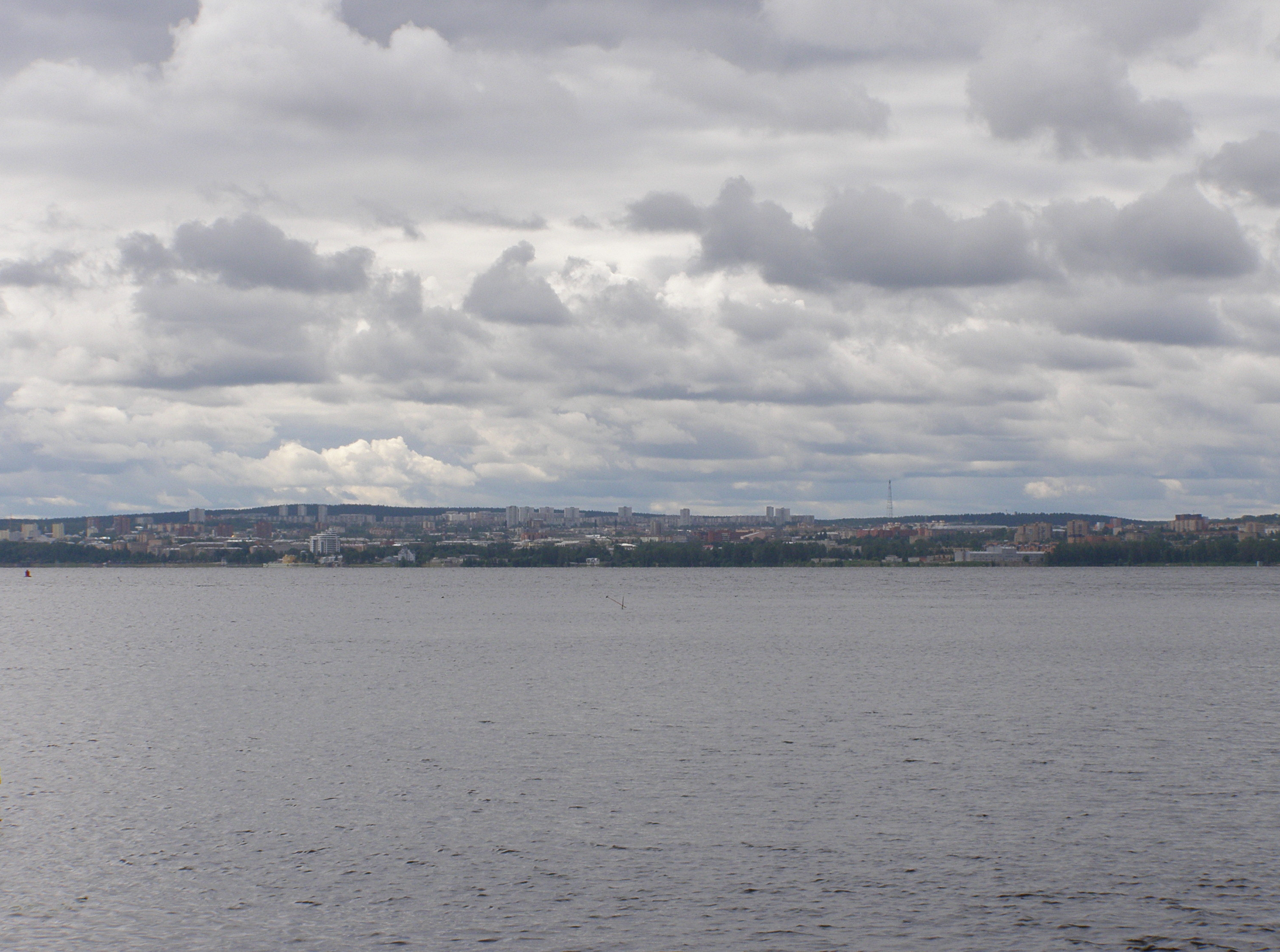
Акватория Петрозаводской губы (вид на Петрозаводск)

Петрозаво́дская губа́  — залив в северо-западной части Онежского озера на территории Республики Карелия.
На северо-западном берегу залива расположен город Петрозаводск. До появления на берегу залива поселения, давшего название городу, залив назывался Соломенской губой или Соломялахта (карел. lahti — залив).
Залив вытянут с северо-запада на юго-восток. Отделён в восточной части от залива Большое Онего Ивановскими островами и сообщается на юго-востоке с центральной частью Онежского озера проливом шириной 2 км и глубиной 23 м. Берега губы высокие, мало изрезаны, у песков пологие.
Губа вдаётся в западный берег Онежского озера между мысом Деревянский в районе села Деревянное и мысом Шуйнаволок на полуострове Баранний Берег. В Петрозаводскую губу впадают реки Лососинка, Неглинка, Сельгская Речка (Удега), Студенец (Сулажгорка), Вилда, Большой и Каменный ручьи. Также приток осуществляется из озера Логмозера, соединённого с заливом Соломенским проливом.
Губа служит промышленным, транспортным и рекреационным целям жителям Петрозаводска, из её вод осуществляется водозабор для нужд города. Максимальные глубины — более 25 м.

## Климат
Залив обычно покрывается льдом в начале декабря, вскрывается в начале мая. В сентябре-ноябре часты штормы, часто оканчивающиеся разрушением прибрежных построек, судов. Известны штормы 1841, 1847, 1880, 1903, 1923 1935, 1973, 1975, 1976, 1977, 1987, 2008.
Штормы и бури в другое время года более редки, однако, известен случай шторма 21 июля 1860 года, в результате которого затонула лодка с 6 горожанами и нанесены повреждения общественной пристани.

## Острова
- Неглинный (Калинина или Неглин) находится в акватории Петрозаводской губы в 0,6 км от берега, в створе ул. Краснодонцев. Второе название острова происходит от фамилии торгующего крестьянина-карела из д. Онгамуксы Спасопреображенской волости Алексея Калинина, владевшего до Октябрьской революции лесопильным производством, находившемся на острове[13]. Впоследствии на острове находились производственные здания Петрозаводского концентрационного лагеря исправительных работ (1920-е годы), склады топлива и леса Беломорско-Онежского пароходства. В 1960-х годах на острове находились склады Петрозаводского гортопа[14]. В 1946 году работала водная линия Соломенное — Неглин остров. В настоящее время необитаем. На острове установлен навигационный знак и флаг России. Имеются проекты соединения острова и материка мостом с превращением его в рекреационную зону[15].
- Лойостров находится в акватории Петрозаводской губы, в 0,9 км от берега, южнее кварталов городских лесов. Ранее имелась пристань и склады топлива БОПа. На юго-восточной оконечности острова установлен навигационный знак и флаг России. Необитаем. Были предложения об устройстве на острове историко-культурного центра[16].
- Ивановские острова лежат на выходе из Петрозаводской губы:
  - Никольский. До революции на острове находилась часовня во имя Святителя и Чудотворца Николая.
  - Койвостров.
  - Мудростров.
  - Педай.
  - Мадостров.
  - Ивановский.

- Небольшой островок искусственного происхождения около бывшего завода «Авангард», в 2022 году получивший название Торпедный[17]

Эти острова относятся к территории Петрозаводска.

## Банки и рифы
- Банка Зимник с наименьшей глубиной 2 м находится в 3 милях от мыса Шуйнаволок.
- Риф Шуйнаволокский находится неподалёку от мыса Шуйнаволок, рядом с Заячьей губой.

## Пирсы и пристани
- Яхт-клуб «Петрозаводск» на мысе Выгойнаволок.
- Пирс водонасосной станции на юго-востоке города Петрозаводск.
- Причалы бывшего завода «Авангард».
- Пирс МЧС.
- Пирс бывшей Петрозаводской судоверфи (ЗАО «Варяг»).
- Пирс рыбокомбината и новый пирс яхт-клуба (порт «Пески»).
- Причал Южного грузового района.
- Пирсы и дамба порта Петушки (дебаркадер в полузатонувшем состоянии, несколько полуразрушенных причалов).
- Пирс городского яхт-клуба.
- Пристань клуба «Полярный Одиссей».
- Причалы Онежского судостроительного завода (бывшие пирсы Урицкого грузового района Петрозаводского порта и Петрозаводской ремонтно-эксплуатационной базы флота)
- Пассажирская пристань Петрозаводск оборудован у юго-западного берега Петрозаводской губы. Ранее принадлежала Петрозаводскому порту[18][19].
- Разрушенные пирсы старой пристани и водостанции «Динамо». В затопленном состоянии, в мелководье, выступают из воды. В 1990-х в этом месте находился музей «Ковчег Одиссеев».
- Пирс Онежского района водных путей Беломорканала (в створе улицы Московской)
- Разрушенные пирсы вдоль набережной Варкауса.
- Пирс бывшего Северного грузового участка Петрозаводского порта. Волнолом (частично сооружён из довоенного лихтера).
- Пирс деревообрабатывающего комбината.
- Пирсы домостроительного комбината.
- Пирс Петрозаводскмаша.
- Дебаркадер и пирсы бывшего яхтенного порта Пески.
- Пирс в Соломенном.
- Полуразрушенный пирс у наплавного моста через Соломенскую протоку.

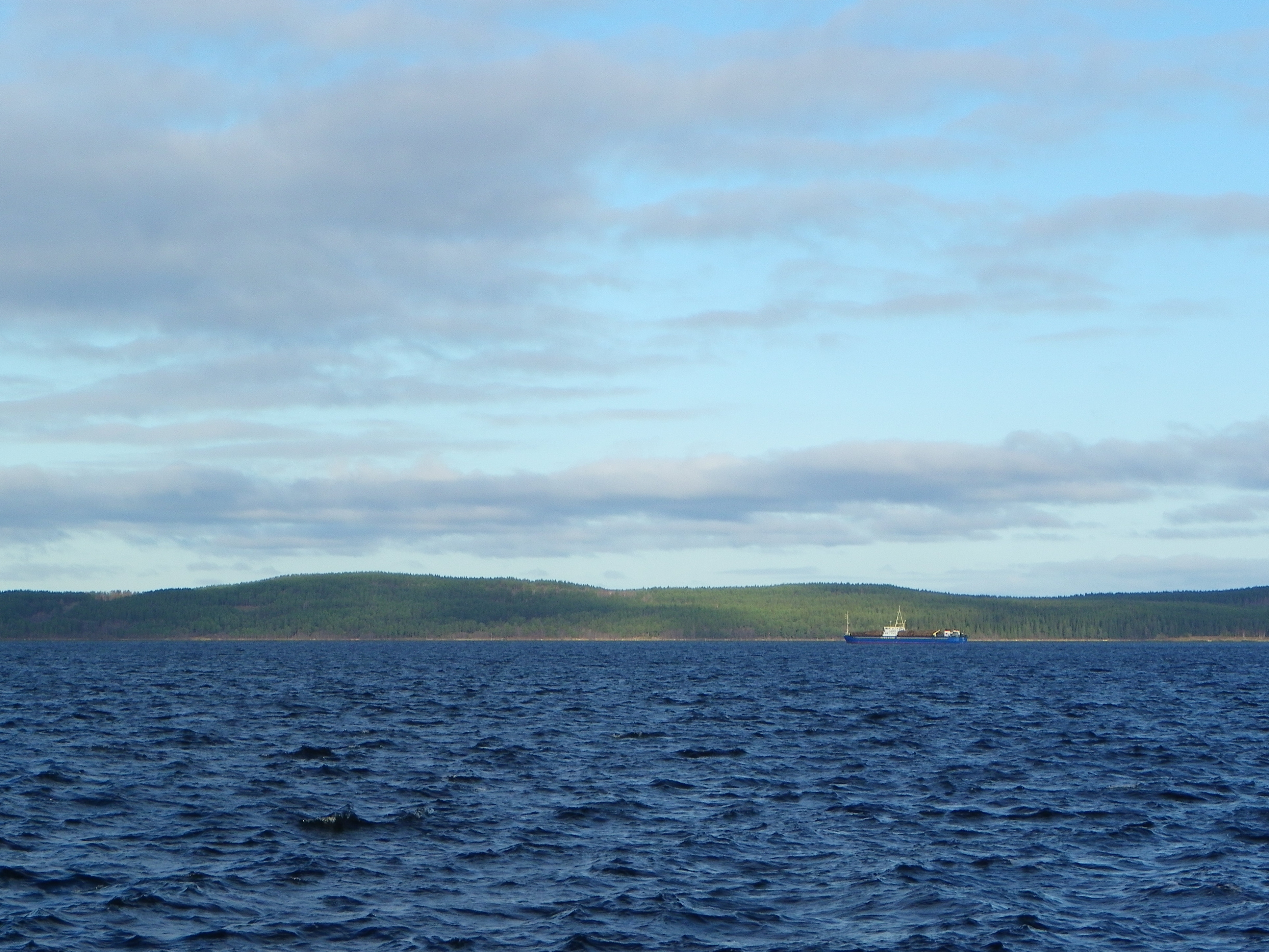
Петрозаводская губа Онежского озера

- Остатки причала пристани Зимник.
- Причал в Бараньем берегу.

## Маяки
Первый маяк в губе устроен Петром Первым на верхнем этаже церкви во имя первоверховных апостолов Петра и Павла в Петрозаводске. Долгое время функционировал Константиновский маяк на Петрозаводской пристани. В настоящее время сохранился автоматический маяк на Ивановских островах.

## Природа
Петрозаводская губа является традиционным местом обитания рыб — корюшки, ряпушки, ершей, окуней, плотвы, трёхиглой и девятииглой колюшки, подкаменщика, уклеи. Из ценных пород можно выделить шуйского сига, лосося и других. Это одно из основных мест нереста налима в Онежском озере. Петрозаводская губа — место обитания диких настоящих уток и чаек. Растительность — традиционная для Онежского озера — осока, камыши, хвощ, из водных растений — элодея и другие.

## Судоходство
С давних пор Петрозаводская губа судоходна, ещё до основания Петрозаводска в ней промышляли рыбаки, а также её использовали жители Шуйского погоста, монахи Соловецкой обители.
С основанием города, город снабжался, в основном водным путём, по воде переправлялась и продукция Петровского завода. Первый пароход (буксирный) в водах Петрозаводской губы появился в августе 1828 года, с 1860 года начинается и пассажирское пароходное сообщение пристани Петрозаводск с Санкт-Петербургом, впоследствии с Повенцом и Шалой.

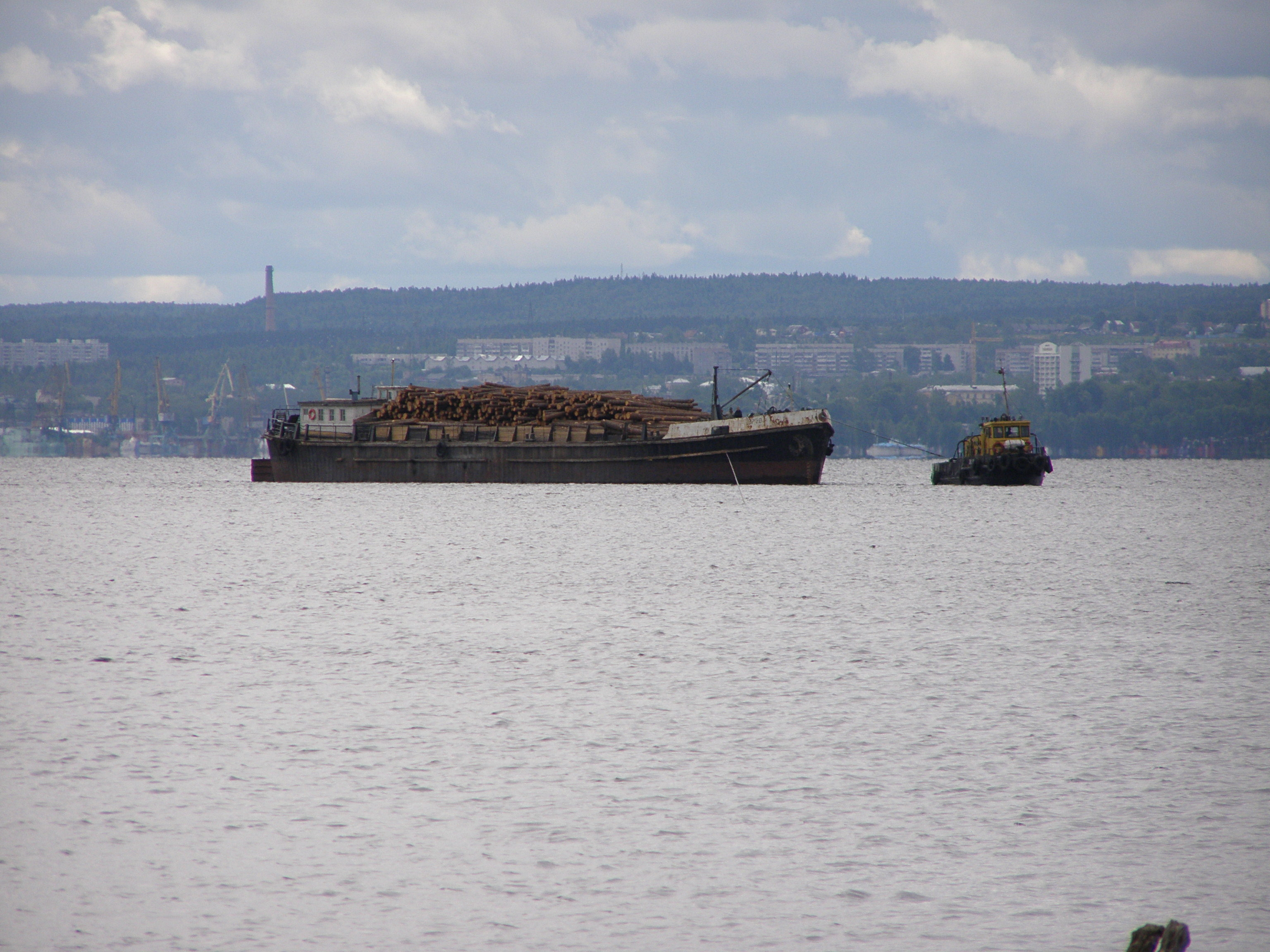
Буксировка лихтера финской постройки

С 1920-х годов имелись водные линии внутри Петрозаводской губы — пассажирская пристань — Пески — Соломенное (до 1962 года), пассажирская пристань — Чёртов стул (линия выходного дня, до середины 1977 года), пассажирская пристань — Зимник (до 2005 года) — Бараний Берег (до 2009 года).
В 1960 году в губе появляется первое скоростное судно на подводных крыльях — «Ракета», с 1964 года — «Метеоры», с 1966 года — «Кометы», с 1986 года — «Колхиды». В настоящее время действуют скоростные водные линии на Кижи, Сенную губу, Великую губу и Шалу.
В послевоенное время были широко развиты прогулочные рейсы по Петрозаводской губе на водоизмещающих и скоростных судах, в настоящее время практически полностью прекращённые.
Имеется несколько пристаней для частного маломерного флота, яхт и небольших гидропланов.

### История внутригородских пассажирских водных линий в пределах губы
До 1920-х годов осуществлялись нерегулярные прогулочные рейсы на пароходах до Соломенного, часто благотворительного характера со сбором средств на помощь детям-сиротам, военнослужащим и т. п., также в 1910-х годах пароходы «Соломенка», принадлежащий лесозаводу в Соломенном, и пароход «Неглин», принадлежащий лесозаводу «Олония» на острове Неглин, перевозили из города на заводы и обратно рабочих этих заводов.
С начала 1923 года Северо-Западным речным пароходством была открыта линия от пассажирской пристани до Соломенного, на ней работал пароход «Шиповка», с 1925 года часть рейсов была продлена по Логмозеру до реки Шуя.
С 1928 года на линии работал пароход «Кудама», в это же время на линии стали осуществляться рейсы с заходом на пристань Зимник, а также рейсы выходного дня до пристаней Пески и Чёртов Стул (как пароходов СЗРП, так и мотолодок Карельского ОСВОДа — озёрных трамваев «Советская Карелия» и № 2).
В зимнее время, с февраля 1929 года по льду Петрозаводской губы была открыта автобусная линия на Соломенное, рейсы осуществлялись до постройки дороги на Соломенное.
С конца 1920-х годов на линии работал грузопассажирский пароход «Рабочий вождь» (позднее имевший названия с 1933 г. — «Нуортева», с 1938 г. — «Онежец»).
В 1930-х годах на линии также дополнительно ходили пароходы «Роза Люксембург» и «Петрозаводск»
Летом 1941 году Беломорско-Онежским пароходством была обустроена пристань «Пески» с организацией пассажирского павильона и билетных касс, однако в связи с началом Великой Отечественной войны и малым пассажиропотоком регулярное движение до пристани было прекращено.
В послевоенное время с 1945 года на линии Петрозаводск — Соломенное — Зимник работал пароход Беломорско-Онежского пароходства «Нарва», которого сменил в 1946 году полученный по репарациям от Финляндии «Джамбул». Пароход также стал заходить на пристань Бараний Берег.
В конце 1950-х годов действовала прогулочная линия по Петрозаводской губе, на которой работал катер «Комсомолец», принадлежащий Петрозаводскому парку культуры и отдыха. Он отправлялся от причала ПКиО.
В 1959 году на линии Петрозаводск-Зимник-Бараний Берег стал работать катер «Окунь», а с 1960-х годов — теплоходы «Лермонтов», «Днепро-Буг», Ом-337 и Ом-344 типа «Ом», Мо-94, М-172.
В 1960—1962 году существовала услуга пятиместных катеров-такси, осуществлявших рейсы по маршрутам Петрозаводск-Бараний Берег, Петрозаводск-Зимник, Петрозаводск-Чертов Стул, Петрозаводск-Соломенное.
В 1962 году линия Петрозаводск-Соломенное была закрыта в виду убыточности. Причал и пассажирский павильон из Соломенного перевезены на Чёртов Стул, куда стали осуществляться рейсы выходного дня (до 1977 года).
Существовали планы строительства новых пассажирских пристаней в Сайнаволоке и на Ключевой с организацией круговой линии выходного дня Сайнаволок — Ключевая — Водный вокзал — Пески — Соломенное — Чёртов Стул — Зимник — Бараний Берег — Сайнаволок.
Также в 1960—1970-е годы дополнительные рейсы на линии Петрозаводск-Зимник-Бараний Берег обслуживали служебные теплоходы «Мезень», «Спутник» и «Клайпеда».
С конца 1970-х годов на линии работал также теплоход «Беломорье» (тип «Александр Грин») — на круговой линии водный вокзал-Зимник-Бараний Берег — водный вокзал. С 1985 года его сменил «Московский-2». В 1990-х годах на линии работал также служебно-вспомогательный «Капитан Заонегин».
В 2004 году рейсы на Зимник были прекращены в связи с уничтожением причала стихией, сохранилась лишь линия на Бараний Берег.
В 2006 году ТК «Беломорско-Онежского пароходства» планировало организацию рейсов на Зимник на судне на воздушной подушке «Хивус-10-70», однако было сделано лишь несколько рейсов. В 2008 году линию вместо «Московского-2» стало обслуживать судно «Беломорье», в 2009 году — «Кижское ожерелье» («Московский-23»). В 2010 году внутригородская водная линия водный вокзал — Бараний Берег была окончательно закрыта в связи с отказом ООО «Карелияфлот» от ранее взятых обязательств осуществлять перевозки. С закрытием данной линии регулярные пассажирские перевозки внутри губы были прекращены.
В настоящее время из пассажирских пристаней в Петрозаводской губе (за исключением причалов водного вокзала) сохранён причал Бараний Берег в неудовлетворительном состоянии.

## Использование
В XVIII в. Петрозаводская губа использовалась в качестве учебного полигона для опробования пушек Петровского пушечного завода. На берегу в местечке Проба или на плотах находились пушки, из которых делали три выстрела, с каждым удваивая заряд пороха. В 1960 году земснаряд ББ-1 при углублении дна около грузового причала порта Петрозаводск поднял со дна пушку с надписью «Olonez» и датой отливки — 1711 г. Пушка была передана в Карельский краеведческий музей.
С 1930-х годов по 1977 год в акватории Петрозаводской губы действовал гидропорт, и небольшая гидроавиаплощадка в Сайнаволоке, до 1980-х годов — ледовая площадка для самолётов типа Ан-2.
До 1980-х годов существовал лесосплав Шуйской сплавной конторы. На берегах губы строились и в акватории испытывались различные суда — рыболовные (МРБ и другие) Петрозаводской судоверфи, буксиры и баржи Онежского судоремонтно-судостроительного завода, грузовые суда и военные корабли завода «Авангард», в настоящее время — суда деревянного судостроения различных судостроителей Петрозаводска. Имеется проект строительства и испытания экранопланов.
Раньше существовал промысел рыбы рядом рыболовецких колхозов Прионежского района, в настоящее время — только любительское рыболовство.
Зимой губа активно используется любителями зимних видов спорта.

## Пляжи и места отдыха
На берегах губы находятся популярные среди горожан пляж Пески и места отдыха — Зимник, Бараний Берег, Сайнаволок, Чёртов Стул.

## Памятные события и места

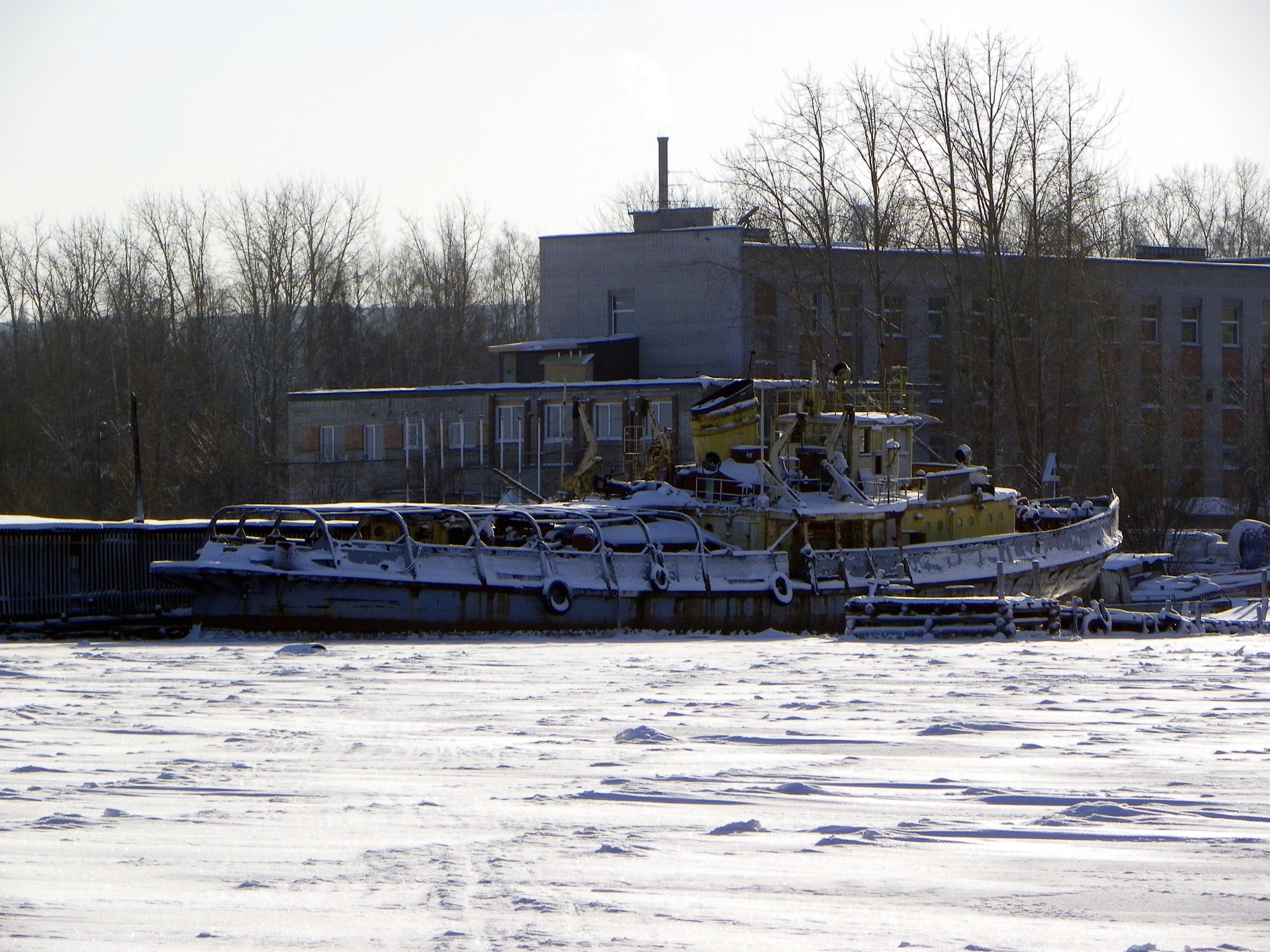
Озёрный ледокол «Нева»

- Место крушения 25 августа 1932 года моторной лодки с рабочими, направлявшимися на заготовку дров на Бараний Берег. Погибло 6 человек, в том числе 4 иностранных рабочих. Четверых человек спас пришедший на помощь катер «Основа».
- Место гибели баржи с эвакуируемыми жителями Петрозаводска. В сентябре 1941 года баржа, буксируемая пароходом «Кингисепп», подверглась в районе Ивановских островов огню финской артиллерийской батареи, погибло более 100 человек.
- Место высадки десанта Онежской военной флотилии 28 июня 1944 года.
- Буря 1977 года, в результате которой пострадал Петрозаводский гидропорт и гидросамолёты, явилась одной из причин ликвидации порта.
- Музейный озёрный ледокол «Нева» проекта 16 типа «Дон» 1958 года постройки и музейный центр «Полярный Одиссей».